# Wesley Chapel (Florida)
Wesley Chapel ist ein census-designated place (CDP) im Pasco County im US-Bundesstaat Florida. Das U.S. Census Bureau hat bei der Volkszählung 2020 eine Einwohnerzahl von 64.866 ermittelt.

## Geographie
Wesley Chapel liegt rund 25 km südwestlich von Dade City sowie etwa 20 km nördlich des Stadtzentrums von Tampa und grenzt dabei im Süden direkt an den Stadtbezirk New Tampa. Der CDP wird von den Florida State Roads 56 und 581 durchquert.

## Demographische Daten
Laut der Volkszählung 2010 verteilten sich die damaligen 44.092 Einwohner auf 17.601 Haushalte. Die Bevölkerungsdichte lag bei 2808,4 Einw./km². 75,0 % der Bevölkerung bezeichneten sich als Weiße, 11,4 % als Afroamerikaner, 0,3 % als Indianer und 5,7 % als Asian Americans. 4,1 % gaben die Angehörigkeit zu einer anderen Ethnie und 3,6 % zu mehreren Ethnien an. 20,1 % der Bevölkerung bestand aus Hispanics oder Latinos.
Im Jahr 2010 lebten in 43,5 % aller Haushalte Kinder unter 18 Jahren sowie 17,8 % aller Haushalte Personen mit mindestens 65 Jahren. 75,2 % der Haushalte waren Familienhaushalte (bestehend aus verheirateten Paaren mit oder ohne Nachkommen bzw. einem Elternteil mit Nachkomme). Die durchschnittliche Größe eines Haushalts lag bei 2,80 Personen und die durchschnittliche Familiengröße bei 3,22 Personen.
30,5 % der Bevölkerung waren jünger als 20 Jahre, 28,5 % waren 20 bis 39 Jahre alt, 27,3 % waren 40 bis 59 Jahre alt und 13,5 % waren mindestens 60 Jahre alt. Das mittlere Alter betrug 35 Jahre. 48,4 % der Bevölkerung waren männlich und 51,6 % weiblich.
Das durchschnittliche Jahreseinkommen lag bei 73.288 $, dabei lebten 6,6 % der Bevölkerung unter der Armutsgrenze.
Im Jahr 2000 war Englisch die Muttersprache von 89,33 % der Bevölkerung, Spanisch sprachen 9,84 % und 0,83 % hatten eine andere Muttersprache.